# Alois Váp
Alois Váp (10. března 1892 Újezd u Tišnova – 1. července 1942 Praha) byl československý legionář a odbojář z období druhé světové války popravený nacisty.

## Život

### Před druhou světovou válkou
Alois Váp se narodil 10. března 1892 v Újezdě u Tišnova do rodiny Františka Vápa a jeho manželky Terezie, roz. Brožové. Vychodil čtyři třídy českého gymnázia v Brně a poté mezi lety 1908 a 1911 absolvoval s maturitou tamtéž obchodní akademii. Do roku 1913 pracoval jako saldokontorista v Praze, poté nastoupil vojenskou službu. Během ní vypukla první světová válka, ve které se jako příslušník telegrafního pluku zúčastnil bojů na více frontách. Do zajetí padl na konci září 1918, zařazen do legií byl v únoru 1919 v Rusku a do Československa se vrátil z Itálie jako člen Československé domobrany v hodnosti nadporučíka. Oženil se Růženou Skryjovou, narodil se jim syn. Postupně se vypracoval na pozici přednosty prodejního oddělení ve sklárnách v Libochovicích.

### Protinacistický odboj
Po německé okupaci se Alois Váp zapojil do spolupráce s vojenskou odbojovou organizací Obrana národa, účastnil se letákových akcí, ukrýval hledané osoby. Síť spolupracovníků byla v Libochovicích početná a to neuniklo gestapu. V sobotu 11. dubna 1942 proběhla velká zatýkací akce kladenského gestapa jejíž hlavní postavou byl Willy Bürger. Zatčeno bylo 45 lidí mezi nimi i Alois Váp. K odvozu takového množství zatčených do Kladna byl na nádraží večer předem přistaven železniční vůz se zabílenými okny. Někteří byli propuštěni, někteří zahynuli ve věznicích nebo koncentračních táborech, některým se podařilo věznění přežít. Alosi Váp a 23 jeho libochovických spoluobčanů bylo v důsledku Heydrichiády popraveno na Kobyliské střelnici 1. července 1942, další byli popraveni v jiné dny.

## Rodina
Alois Váp pocházel ze zemědělské rodiny. Podle svědectví jeho manželky Růženy Vápové byl rovněž jeho syn během nacistické okupace vězněn a odsouzen k smrti, ale podařilo se mu uprchnout z pochodu smrti. Synovcem Aloise Vápa byl doc. RNDr. Josef Borkovec, CSc. děkan Fakulty technologické Vysokého učení technického v Brně se sídlem ve Zlíně.